# Хребинец
Хребинец је насељено место у саставу општине Брцковљани у Загребачкој жупанији, Хрватска. До територијалне реорганизације у Хрватској налазио се у саставу бивше велике општине Дуго Село.

## Становништво
На попису становништва 2011. године, Хребинец је имао 242 становника.

## Попис1991.
На попису становништва 1991. године, насељено место Хребинец је имало 212 становника, следећег националног састава:
| Попис 1991.‍ | Попис 1991.‍ | Попис 1991.‍ | Попис 1991.‍ | Попис 1991.‍ |
| ----------- | ----------- | ----------- | ----------- | ----------- |
|             |             |             |             |             |
| Хрвати      | Хрвати      |             | 205         | 96,69%      |
| Југословени | Југословени |             | 3           | 1,41%       |
| Срби        | Срби        |             | 2           | 0,94%       |
| непознато   | непознато   |             | 2           | 0,94%       |
| укупно: 212 |             |             |             |             |